# Artistas españolas 1900-1936
Artistas Españolas 1900-1936. En las primeras décadas del siglo XX se producen cambios sustantivos para las artistas españolas, desde su formación hasta su recepción pública.

## Formación
Para entender el contexto de la formación de las artistas, recordamos que en España en 1900 la tasa de analfabetismo masculino era del 55’8%, mientras el analfabetismo femenino era del 71’4%.
En 1900, en la Escuela Superior de Pintura, Dibujo, Escultura y Grabado de Madrid el alumnado femenino ascendió a quince sobre ciento sesenta y ocho inscritos. En 1901, fueron diecinueve sobre ciento sesenta y siete. En 1913, en la Escuela Superior de Pintura, Escultura y Grabado de Madrid solo estaban matriculadas 9 mujeres, frente a 119 hombres. A partir de 1905, las alumnas superaron el 5 % de los inscritos y tras el cambio legislativo de 1910, que permitía las españolas estudiar en la Universidad sin ningún permiso especial, en 1918 pasaron del 10 %, tendencia que no decayó en adelante. Assier, Mathilde (2020), “Las mujeres en el sistema artístico español 1833-1931”, González Navarro, Carlos (ed.) (2020, Invitadas. Fragmentos sobre mujeres, ideología y artes plásticas en España (1833-1931). Madrid, Museo del Prado, pp. 41-70.]
En Barcelona, las primeras inscritas en la Escuela Superior de Pintura, Dibujo, Escultura y Grabado de la Lonja (Escola Llotja) fueron Emília Coranty Llurià y Francisca Sans Benet de Montbrió, en el curso de 1885-86. La presencia de mujeres aumentó progresivamente hasta constituir el 10% del alumnado en los primeros años del siglo XX, y el 25% en 1914-1915. Assier, Mathilde (2020), “Las mujeres en el sistema artístico español 1833-1931”, 
Por hacer una comparativa, en los Países Bajos, Inglaterra y Bélgica, las Academias empezaron a aceptar alumnas a partir de la década de 1860; Francia a partir de 1896 y Alemania a partir de 1914. Assier, Mathilde (2020), “Las mujeres en el sistema artístico español 1833-1931”, González Navarro, Carlos (ed.) (2020, Invitadas. Fragmentos sobre mujeres, ideología y artes plásticas en España (1833-1931). Madrid, Museo del Prado, p. 52.]
En la Escuela de Bellas Artes de San Fernando estudian Maruja Mallo, Remedios Varo y Delhy Tejero, entre otras. En los años veinte, Manuela Ballester y Elisa Piqueras estudian en la Escuela de Bellas Artes de San Carlos de Valencia.

## Becadas
En 1901 en España, veintiséis mujeres artistas reclamaron la admisión de su compañera Inocencia Arangoa en las pruebas del concurso del Premio de Roma, en la disciplina de Paisaje. En primavera de ese año 1901, el ministro recibió una petición firmada por numerosos artistas en ciernes, pero también por cuatro profesores de la Escuela Especial de Pintura, Escultura y Grabado de Madrid: Antonio Muñoz Degrain, Manuel Marín Magallón, José Parada y Santín, y Alejo Vera (antiguo director de la Academia de España en Roma) con el fin de solicitar la admisión de alumnos a las pruebas sin discriminación de sexo. Los periódicos El Liberal y El Globo, de tendencia republicana, se mostraron sensibles a esa llamada a aceptar la marcha de los nuevos tiempos. La demanda de las jóvenes, que se apoyaron mutuamente, supuso un caso «sin precedente» que sacó a la luz la «cuestión femenina» en el mundo del arte en el paso del siglo XIX al XX. Assier, Mathilde (2020), “Las mujeres en el sistema artístico español 1833-1931”, González Navarro, Carlos (ed.) (2020, Invitadas. Fragmentos sobre mujeres, ideología y artes plásticas en España (1833-1931). Madrid, Museo del Prado, p. 52].
Otras artistas beneficiadas fueron la santanderina María Blanchard para acudir a París en 1909, o la zaragozana Joaquina Zamora en 1924 y la coruñesa Dolores Díaz Baliño en 1929 para estudiar en Madrid.
La Diputación de Lugo tuvo un interesante papel en relación con dos importantes artistas femeninas del siglo XX: Maruja Mallo y Julia Minguillón. Julia Minguillón Iglesias también se benefició de elogios por parte de sus profesores y en 1927 obtuvo una beca de dos mil pesetas para estudiar en Madrid, prorrogada tres años adicionales gracias al apoyo de Manuel Menéndez, catedrático y secretario de la Escuela Superior de Bellas Artes de Madrid. Extraído del artículo de Assier, Mathilde (2020), “Las mujeres en el sistema artístico español 1833-1931”, González Navarro, Carlos (ed.) (2020, Invitadas. Fragmentos sobre mujeres, ideología y artes plásticas en España (1833-1931). Madrid, Museo del Prado, pp. 49-50].

## Artistas españolas en escuelas en París
Algunas artistas ampliaron su formación en París. Entre las más interesantes encontramos la cubana afincada en España Matilde Aita de la Peñuela, que fue discípula de Bonheur y también del pintor Ary Scheffer; Margarita Arosa que estudió con Félix Joseph Barrias y Armand Gauthier; Elvira Malagarriga, que se matriculó en la Académie Julian donde contó con el magisterio de Léon Bonnat y Jean-Paul Laurens; Lola Anglada, que acudió a la Académie de la Grande Chaumière; Lluïsa Vidal, que se decantó por la Académie Humbert; Alejandrina Gessler, María Luisa de la Riva y Antonia de Bañuelos, que se decidieron por el taller exclusivamente femenino del pintor Charles Joshua Chaplin, maestro en el arte del retrato de sociedad y profesor asimismo de las francesas Henriette Browne y Eva Gonzalès, o de la estadounidense Mary Cassatt, entre otras. Lluïsa Vidal, que viajó sola a París en 1901 a la edad de 25 años para continuar su formación, tras acercarse a la Académie Julian y la Académie Vitti, se decidió por la Académie Humbert, taller mixto a cargo de Eugène Carrière (donde también estudiaron Ignacio Zuloaga, Ramón Casas y Santiago Rusiñol). María Blanchard tras estudiar un tiempo en la Académie Vitti bajo el magisterio de Hermenegildo Anglada-Camarasa y Kees van Dongen, se unió al taller de Marie Vassilieff, foco del cubismo y el fauvismo. Extraído de la autora [Assier, Mathilde (2020), “Las mujeres en el sistema artístico español 1833-1931”, González Navarro, Carlos (ed.) (2020, Invitadas. Fragmentos sobre mujeres, ideología y artes plásticas en España (1833-1931). Madrid, Museo del Prado, p. 55].

## Artistas en las exposiciones oficiales
En 1915, a la Exposición Nacional de Bellas Artes se presentaron 33 mujeres, siendo 377 sus colegas varones. En 1920 cuando se inauguró el Salón de Otoño se mostraron trabajos de 25 mujeres y 370 hombres. En el Salón de Otoño de 1933, 70 obras eran de autoría femenina, casi el 18%.
En la Exposición Nacional de Bellas Artes las artistas recibieron menciones honoríficas u otros premios: Julia Alcayde, Antonia de Bañuelos, Emilia Coranty, Antònia Ferreras, Carmen García Arredondo, Francisca García Tuñón, Adela Ginés, Elvira Malagarriga, María Roesset y Consol Tomás Claramunt, entre otras. En 1934 recibió tercera medalla Margarita de Frau. En 1941 obtuvo la primera medalla en la Exposición Nacional de Bellas Artes, Julia Minguillón, que la consiguió por su cuadro Escuela de Doloriñas.

## Artistas españolas en el Salón de otoño
En 1920, en el primer Salón de Otoño organizado por la Asociación de Pintores y Escultores, de los trescientos sesenta y cinco trabajos expuestos, solo veinticinco eran de artistas mujeres, es decir, algo menos del 7 %. Expusieron en el Salón de otoño Julia Alcayde, Concepción Bascones Pérez, Juana Belloso López, Alfonsa Bendicho, Luisa Botet y Mundi, Matilde Calvo Rodero, Elena Camarón, Esperanza Cañizares y L. Sandino, Carolina del Castillo Díaz, María del Carmen Corredoira Ruiz de Baro, María Alicia Consolle y Artic, Miss Nelly Harvey, María López Carbó de Fontes de Albornoz, María de los Ángeles López Roberts y Muguiro, Juana Maurer, Paula Millán Alosete, María Teresa Monchar, Matilde Nieto Martín, Delfina Ocaña y Gómez, María Luisa Pérez Herrero, Pilar de los Ríos de Martínez, Pura Vázquez de la Varga, Adela Ginés y Ortiz, Encarnación Velázquez, Eva Aggerholm de Vázquez Díaz y Helena Sorolla y García.

## Artistas españolas en exposiciones vanguardistas
En 1928 Revista de Occidente dedica una exposición monográfica a la artista gallega Maruja Mallo. En 1932 Remedios Varo y Maruja Mallo participanron en la Exposición Logicofobista en Barcelona. Eva Aggerholm se integra en la Sociedad de Artistas Ibéricos, fundada en 1924.

## Las artistas mujeres en la Asociación Española de Pintores y Escultores
En 1910, de los ciento ochenta socios fundadores de la Asociación Española de Pintores y Escultores cinco fueron mujeres, de perfiles sociales muy distintos: Luisa Botet y Mundi, Marcelina Poncela de Jardiel, Paz Eguía, Carmen Alcoverro y Pilar Montaner Maturana. Ninguna mujer formó parte de los equipos directivos antes de 1976. Publicado por [Assier, Mathilde (2020), “Las mujeres en el sistema artístico español 1833-1931”, González Navarro, Carlos (ed.) (2020, Invitadas. Fragmentos sobre mujeres, ideología y artes plásticas en España (1833-1931). Madrid, Museo del Prado, p. 60].

## Las artistas y la crítica
En la revista madrileña de mayor tirada en la época, La Ilustración Española y Americana, entre 1900 y 1921, solo se escribieron estudios críticos de tres artistas:  Marta Spitzer, Rebeca Matte e Irene Narezo.
En su homóloga barcelonesa, La Ilustració Catalana (1880-1917), los datos son parecidos. Entre 1903 y 1917, se pudieron leer los nombres de algunas artistas para situarlas en varios locales expositivos de la ciudad: Emília Coranty, Visitació Ubach, Lluïsa Vidal, Frederica Bonay, Lola Anglada, Irene Narezo y Pepita Teixidor. A Pepita Teixidor, en homenaje póstumo, se le dedicó un reportaje más amplio, que incluía las condolencias y seis reproducciones distribuidas en varias páginas.
Mención aparte merece la revista Feminal [artistas mujeres en la revista Feminal], que publicó textos con fotografías y reproducciones de obras de 43 mujeres artistas, además de citar los nombres de otras muchas.
Por otra parte, merece la pena destacar la contribución a la crítica de arte de Emilia Pardo Bazán (1851-1921) y las modernas Carmen de Burgos “Colombine” (1867-1932) y María Lejárraga (1874-1974), más conocida como María Martínez Sierra. Caso aparte es la figura de Margarita Nelken (1896-1968), que podemos considerar la primera crítica de arte especializada en España.

## Artistas españolas en el escenario internacional
Algunas artistas expusieron y vendieron sus obras fuera de España, como Antonia de Bañuelos y Thorndike, María Blanchard, Elena Brockmann de Llanos, Alejandrina Gessler, María Luisa de la Riva y Callol y María Luisa Puiggener. La fama internacional de las pintoras Antonia de Bañuelos, Elena Brockmann, la italoespañola Francisca Stuart Sindici y la Infanta Paz de Borbón es atestiguada por su inclusión en el ensayo de Walther Show Sparrow, Women Painters of the World from Time to Caterina Vigri,  1413-1463, to Rosa Bonheur and the Present Day, Londres, Hodder & Stoughton, 1905.

## Artistas españolas en la Exposición Universal de París de 1900
La participación de mujeres españolas presentaba un 5%. Lo que supuso una representación menor que las portuguesas (22 %), ecuatorianas (21 %), cubanas (21 %), estadounidenses (19 %), peruanas (17 %), suecas (17 %), serbias (17 %), holandesas (16 %), danesas (15 %), noruegas (11 %) o francesas (11 %). Otros países, como Italia y Hungría tuvieron una representación femenina del 2 %; Suiza, como España, un 5 %. Publicado por Assier, Mathilde (2020), “Las mujeres en el sistema artístico español 1833-1931”, González Navarro, Carlos (ed.) (2020, Invitadas. Fragmentos sobre mujeres, ideología y artes plásticas en España (1833-1931). Madrid, Museo del Prado, p. 56.]

## Artistas españolas en organizaciones feministas
Algunas artistas pertenecieron a organizaciones feministas. Pepita Teixidor y María Luisa de la Riva se asociaron a la francesa UFPS, Union des Femmes Peintres et Sculpteurs, fundada en 1881 y en la que Pepita Teixidor llegó a ser socia de honor. María Luisa de la Riva también perteneció a la Asociación de Mujeres Artistas en Berlín y de la Asociación de Mujeres Pintoras y Escultoras de Viena.
En 1903, el madrileño Salón Amaré acogió una «exposición feminista». Se presentaron setenta y ocho obras, producidas por cuarenta artistas, entre las que se contaban tanto alumnas de la Escuela Especial de Pintura, Escultura y Grabado como aficionadas y profesionales. Assier, Mathilde (2020), “Las mujeres en el sistema artístico español 1833-1931”, González Navarro, Carlos (ed.) (2020, Invitadas. Fragmentos sobre mujeres, ideología y artes plásticas en España (1833-1931). Madrid, Museo del Prado, p. 62.]
En la Residencia de Señoritas en Madrid, fundada en 1915, fueron docentes las artistas Victorina Durán y Maruja Mallo. Entre sus estudiantes, encontramos a Delhy Tejero, Joaquina Zamora y Menchu Ga.
En el Lyceum Club Femenino de Madrid (1926-1939) hubo una sección de artes plásticas e industriales. Varias artistas fueron socias, como Victorina Durán, Maruja Mallo y Norah Borges. Para la inauguración contaron con las hermanas María y Elena Sorolla, que expusieron sus pinturas y esculturas. La pintora vanguardista Ángeles Santos exhibió su gran tela «Un mundo» allí en 1929, dicha tela había sido ya exhibida poco antes en el lX Salón de otoño en Madrid. En 1931 se celebró el I Salón de dibujantas del Lyceum Club Femenino. También expuso la pintora María Roësset.
En 1931 se celebró el I Salón de dibujantas del Lyceum Club Femenino. [Dibujantas. Pioneras de la ilustración (2019), Madrid, Museo ABC].

## Artistas extranjeras en España
En 1917 Sonia Delaunay abre su Casa Sonia en la calle Columela 2 de Madrid.
Otras artistas extranjeras en España durante este periodo fueron la argentina Norah Borges, Olga Sacharoff, Mela Mutter, Héléne Grunhoff, Eva Agerholm, Hortense Begué.

## Artistas destacadas 1900-1936
- Eulalia Abaitua (1853-1943)
- Eva Aggerholm (1879-1959)
- Laura Albéniz (1890-1944)
- Julia Alcayde y Montoya (1885-1939)
- Lola Anglada (1892-19984)
- Antonia de Bañuelos y Thorndike (1855-1921)
- Manuela Ballester (1908-1994)
- Francisca “Piti” Bartolozzi (1908-2004)
- María Blanchard (1881-1932)
- Norah Borges (1901-1998)
- Elena Brockmann de Llanos (1867-1946)
- Emilia Coranty [Llurià] de Guasch (1862-1944)
- María del Carmen Corredoira(1893-1970)
- Antonia Ferreras (1873-1953)
- Margarita de Frau (1898-1989)
- Carolina del Castillo Díaz (1867-1933)
- María Luisa de la Riva y Muñoz (1859-1926)
- Victorina Durán (1899-1993)
- Fernanda Francés y Arribas (1860-1918)
- Marga Gil Roësset (1908-1932)
- Adela Ginés y Ortiz (1847-1918)
- Roberta González (1909-1976)
- Carme Gotarde (1892-1953)
- María Paz Jiménez (1909-1975)
- Flora López Castrillo (1878-1948)
- Elvira Malagarriga (1886-1938)
- Maruja Mallo (1902-1995)
- Soledad Martínez (1901-1996)
- Carmen Millá (1907-)
- Julia Minguillón (1907-1965)
- Pilar Montaner (1876-1961)[19]
- Aurelia Navarro (1882-1968)
- Elisa Piqueras (1912-1974)
- Marcelina Poncela (1964-1917)
- María Roesset (1882-1921)
- Carlota Rosales (1872-1958)
- Paquita (Juan Francisca) Rubio (1911-2008)
- Olga Sacharoff (1889-1967)
- Ángeles Santos (1911-2013
- Helena Sorolla (1895-1975)
- Pepita Teixidor (1965-1914)
- Delhy Tejero (1904-1963)
- Visitació Ubach (1873-1924)
- Remedios Varo (1908-1963)
- Lluïsa Vidal (1876-1918)